# Бойс, Брэд
Брэд Бойс (англ. Brad Boyes, полное имя Брэ́дли Кит Бойс, англ. Bradley Keith Boyes; 17 апреля 1982, Миссиссога, Онтарио, Канада) — канадский хоккеист, правый нападающий.

## Карьера

### Клубная карьера
Бойс в юношестве несколько лет играл в хоккей на роликах. В 1998 году он попал в молодёжную команду «Эри Оттерз», выступающую в Хоккейной лиге Онтарио. В 2002 году вместе с «Оттерз» Бойс выиграл Кубок Джей Росса Робертсона — главный трофей OHL, а также Уэйн Гретцки 99 Эворд — индивидуальный приз MVP плей-офф OHL.
На драфте НХЛ 2000 года Бойс был выбран в 1 раунде под общим 24-м номером клубом «Торонто Мейпл Лифс». Вскоре он был обменян вместе с Элином Макколи в «Сан-Хосе Шаркс» на выбор в 1-м раунде драфта НХЛ 2003 года и на нападающего Оуэна Нолана.
Позже Бойс перебрался из «Шаркс» в «Бостон Брюинз» в рамках трёхходовой сделки, в результате которой Джефф Джиллсон перешёл в «Баффало», Кёртис Браун перешёл в «Сан-Хосе», а Брэд Бойс и Энди Делмор становились игроками «Бостона» с 9 марта 2004 года.
Бойс забил свой первый гол в НХЛ 9 октября 2005 года в ворота Себастьяна Карона из «Питтсбург Пингвинз». Свой первый хет-трик в Национальной хоккейной лиге он оформил 18 марта 2006 года во встрече с «Каролиной Харрикейнз».
27 февраля 2007 года «Брюинз» обменял Бойса на Денниса Уайдмана из «Сент-Луис Блюз». Показав хорошую результативность в «Сент-Луисе», Бойс продлил контракт с «Блюз» на четыре года.
27 февраля 2011 года Бойс был отдан «Сент-Луисом» в «Баффало Сейбрз» в обмен на выбор во 2-м раунде драфта НХЛ 2011 года. Бойс отметился голами в первых же двух играх за «Сейбрз».
После неудачного сезона 2011/12, в котором Бойс заработал лишь 23 (8+15) очка в 65 матчах, «Баффало» не стал предлагать ему новый контракт. 1 июля Брэд подписал однолетний контракт с «Нью-Йорк Айлендерс» на сумму 1 миллион долларов.

### Международная карьера
В составе сборной Канады Бойс участвовал в двух молодёжных чемпионатах мира. На чемпионате 2001 года он вместе с командой завоевал бронзовые медали, а годом позже ему досталось уже серебро.
На чемпионате мира 2006 года Бойс не завоевал медалей. Сборная Канады проиграла в матче за 3-е место сборной Финляндии — 0:5. Брэд в девяти играх турнира отметился 8 (4+4) очками.

## Статистика
| Легенда | Легенда                    | Легенда | Легенда                   | Легенда | Легенда    |
| ------- | -------------------------- | ------- | ------------------------- | ------- | ---------- |
| И       | Количество проведённых игр | Штр     | Штрафное время            | +/−     | Плюс-минус |
| Г       | Голы                       | П       | Голевые передачи          | О       | Очки       |
| -       | Статистика неизвестна      | —       | Статистика не учитывалась |         |            |

## Достижения
| Год  | Команда         | Достижение                                    | Достижение |
| ---- | --------------- | --------------------------------------------- | ---------- |
| 1999 | Канада (юниор.) | Победитель Кубка наций                        |            |
| 2001 | Канада (мол.)   | Бронзовый призёр молодёжного чемпионата мира  |            |
| 2002 | Канада (мол.)   | Серебряный призёр молодёжного чемпионата мира |            |
| 2002 | Эри Оттерз      | Обладатель Кубка Джей Росса Робертсона        |            |

| Год        | Команда               | Достижение                                 | Достижение |
| ---------- | --------------------- | ------------------------------------------ | ---------- |
| 2000       | Эри Оттерз            | Участник Матча всех звёзд CHL              |            |
| 2000       | Эри Оттерз            | Обладатель «Бобби Смит Трофи»              |            |
| 2000       | Эри Оттерз            | Лучший игрок-ученик CHL                    |            |
| 2001, 2002 | Эри Оттерз            | Обладатель «Ред Тилсон Трофи» (2)          |            |
| 2001, 2002 | Эри Оттерз            | Обладатель «Уильям Хэнли Трофи» (2)        |            |
| 2001       | Эри Оттерз            | Попадание во вторую Сборную всех звёзд OHL |            |
| 2002       | Эри Оттерз            | Джентльмен года CHL                        |            |
| 2002       | Эри Оттерз            | Попадание во вторую Сборную всех звёзд CHL |            |
| 2002       | Эри Оттерз            | Попадание в первую Сборную всех звёзд OHL  |            |
| 2002       | Эри Оттерз            | Обладатель «Уэйн Гретцки 99 Эворд»         |            |
| 2003       | Сент-Джонс Мэйпл Лифс | Участник Матча всех звёзд АХЛ              |            |
| 2003       | Кливленд Бэронс       | Попадание в Сборную новичков АХЛ           |            |
| 2004       | Провиденс Брюинз      | Попадание во вторую Сборную всех звёзд АХЛ |            |
| 2006       | Бостон Брюинз         | Попадание в Сборную новичков НХЛ           |            |